# Thesium pallidum
Thesium pallidum är en sandelträdsväxtart som beskrevs av A. Dc.. Thesium pallidum ingår i släktet spindelörter, och familjen sandelträdsväxter. Inga underarter finns listade i Catalogue of Life.